# Mimosa costenya
Mimosa costenya är en ärtväxtart som beskrevs av Mcvaugh. Mimosa costenya ingår i släktet mimosor, och familjen ärtväxter. Inga underarter finns listade i Catalogue of Life.